# Ancrod
Ancrod è una proteasi con attività fibrinolitica, isolata dal secreto velenoso di una vipera, la Calloselasma rhodostoma, già nota come Agkistrodon rhodostoma. Ancrod può anche essere estratto anche dal veleno di molti serpenti (crotalidi, elapidi e viperidi), ma la vipera malese è la più adatta poiché il composto presenta un'elevata concentrazione nel suo veleno. 
Una volta raccolto con personale ben addestrato e qualificato l'enzima deve essere trattato in impianti di produzione speciali dove l'enzima può essere purificato per via cromatografica. Viene utilizzato come anticoagulante, con il nome commerciale di Viprinex.

## Storia
Ancrod non è attualmente approvato o commercializzato, ma è sotto indagine come possibile trattamento per l'ictus cerebrale. Nel gennaio 2005, la Food and Drug Administration (FDA) ha concesso lo 'status fast track' per studiare l'uso di ancrod nei pazienti affetti da ictus ischemico acuto.
Con il marchio Arwin ancrod è stato commercializzato per diversi decenni in Germania e Austria, fino a quando non è stato ritirato dal commercio nel 1980. Il marchio era di proprietà della Knoll Pharma. La società Neurobiologica Technologies detiene attualmente i diritti mondiali di ancrod con il marchio Viprinex.

## Chimica
La soluzione di ancrod per uso iniettivo è un liquido trasparente ed incolore. Il composto è solubile in soluzione fisiologica, risulta adsorbibile su resina a scambio anionico debolmente basica. La soluzione acquosa di ancrod ha un pH compreso tra 6,5 e 7,1.
La soluzione di ancrod viene sterilizzata per filtrazione. Si conserva a temperatura compresa tra 2 e 8 °C, al riparo dalla luce.

## Farmacodinamica
Ancrod è un anticoagulante. 
Riduce la concentrazione ematica di fibrinogeno facilitando la rimozione delle particelle di fibrina e comporta una riduzione della viscosità ematica.
La viscosità del sangue nei pazienti trattati con ancrod è progressivamente ridotta dal 30 al 40% rispetto ai livelli di pretrattamento. La diminuzione della viscosità è direttamente attribuibile alla riduzione dei livelli di fibrinogeno e porta ad importanti miglioramenti nel flusso ematico e nella perfusione del microcircolo.
Il composto non ha effetto sulla stabilità dei trombi preformati.
La flessibilità degli eritrociti non è influenzata da dosaggi normali di ancrod. La viscosità si riporta a valori pre-trattamento molto lentamente (entro circa 10 giorni) dopo la sospensione di ancrod. Le stesse concentrazioni emostatiche di fibrinogeno vengono ripristinate già dopo 12 ore e le concentrazioni tornano normali dopo 10-20 giorni.
A differenza della trombina, ancrod non attiva direttamente il fattore XIII, né determina aggregazione piastrinica, né provoca il rilascio di ADP, ATP, potassio, o serotonina dalle piastrine. La conta piastrinica ed il tempo di sopravvivenza rimangono normali durante la terapia con ancord.

## Farmacocinetica
Ancrod è destinato ad un uso parenterale, cioè endovenoso e per infusione venosa.
L'emivita di ancrod si aggira fra le 3 e le 5 ore. 
L'eliminazione dall'organismo avviene principalmente attraverso l'emuntorio renale.

## Usi clinici
È utilizzato per il trattamento dei disordini trombotici (trombosi venosa profonda, tromboembolia venosa) e loro prevenzione dopo intervento chirurgico.
È stato proposto anche nel priapismo.

Più recentemente è oggetto di studio il suo impiego nel caso di ictus cerebrale.

## Dosi terapeutiche
La dose iniziale è pari a 2-3 unità/kg di peso corporeo in 50-500 ml di soluzione fisiologica da somministrare ogni 6-8 ore. 
La dose di mantenimento è di 2 unità/kg da somministrare per iniezione endovenosa lenta o per infusione ogni 12 ore per sette giorni circa.

## Effetti collaterali e indesiderati
Durante la terapia con ancrod si possono verificare diversi tipi di effetti avversi:
- Reazioni di ipersensibilità : reazioni cutanee locali o generalizzate (rash cutaneo e orticaria), in taluni individui comparsa di anticorpi neutralizzanti ancrod con la perdita parziale o totale di attività della molecola (resistenza al farmaco).
- A volte dolore nel sito di iniezione (generalmente lieve). Questo effetto collaterale può essere trattato, se necessario, con farmaci antistaminici per os o per via topica (ad esempio clemastina o difenidramina).
- Emorragia al sito di iniezione: i sanguinamenti locali possono essere trattati con la compressione o medicazioni chirurgiche, se necessario.
- Tromboflebite ed eventi trombotici arteriosi.
- Emorragia sistemica, a volte anche grave, tale da richiedere la somministrazione di un antisiero per via intramuscolare o endovenosa. Ancrod ha causato morte del feto, in animali da laboratorio, in seguito ad emorragia placentare. Rispetto ad altri anticoagulanti il rischio di emorragia sistemica è relativamente basso.
- Occasionalmente si possono verificare depositi di derivati del fibrinogeno a livello della milza con conseguente splenomegalia. Conseguenza possibile della splenomegalia è una possibile rottura della milza, in particolare se la milza subisce anche minimi traumatismi (talvolta con la semplice palpazione durante la visita medica). In caso di rottura il paziente è in pericolo di vita ed il sanguinamento in addome comporta la necessità di una splenectomia.

## Controindicazioni
Il farmaco è controindicato in caso di:
- Disturbi della coagulazione noti di qualsiasi origine oppure eventuali sanguinamenti eccessivi inspiegabili verificatisi in passato.
- Trombocitopenia: conta piastrinica inferiore a 100.000 (anche se asintomatica).
- Trombosi coronarica.
- Infezioni gravi (ad esempio setticemia).
- Ulcere attive del tratto gastointestinale
- Gravidanza
- Neoplasie maligne di qualsiasi tipo
- Ipertensione arteriosa grave e incontrollata.
- Tubercolosi polmonare attiva.
- Pianificazione di un intervento chirurgico
- Gravi malattie epatiche.
- Shock manifesto o imminente.
- Coagulazione intravascolare disseminata.

Ancrod deve essere somministrato con cautela in caso di malattia cardiovascolare, ictus cerebrale, uremia e coliche renali. 
L'infusione endovenosa di soluzioni di ancrod deve essere effettuata molto lentamente (in genere in un tempo superiore alle 4 ore) per prevenire la formazione di grandi quantità di fibrina instabile.
Non deve essere somministrato contemporaneamente a destrano o ad acido e-aminocaproico.